# San Marzano Oliveto
San Marzano Oliveto (piemontiul: San Marsan) település Olaszországban, Piemont régióban, Asti megyében. Lakosainak száma 998 fő (2023. január 1.). San Marzano Oliveto Calamandrana, Castelnuovo Calcea, Moasca, Nizza Monferrato és Canelli községekkel határos.

## Népesség
A település lakossága az elmúlt években az alábbi módon változott:
| Lakosok száma | 1028 | 1034 | 998  |
|               | 2017 | 2018 | 2023 |